# Die Kinder der Finsternis
Die Kinder der Finsternis ist ein historischer Roman von Wolf von Niebelschütz, erschienen 1959.

## Handlung
Der Roman entführt in das 12. Jahrhundert, in die erdachte Provinz Kelgurien, die das südliche Arelat darstellen soll. Reale Ereignisse wie die Feldzüge Friedrich I. Barbarossas und die Verfolgung der Katharer werden mit fiktiven Handlungssträngen verwoben. Hauptfigur ist der Hirtenjunge Barral, der, als uneheliches Kind geboren, schließlich zum Herrscher der Provinz aufsteigt. Thematisiert wird auch der Konflikt zwischen verschiedenen Religionen, der christlichen, der muslimischen und der heidnischen, der Religion der einfachen Bevölkerung. Insbesondere wird die Rolle des römisch-katholischen Klerus und des feudalen Adels und deren Machtposition, Einflussnahme und Machtmissbräuche in der Gesellschaft und Politik Kelguriens geschildert. Der Roman gibt zudem einen historisch fundierten Einblick in die Adelswelt des Hochmittelalters, etwa in die Rolle des Minnesangs, das Lehnswesen, Geschlechterrollen sowie den rauen Kampf um die Sicherung der eigenen Macht und des öffentlichen Ansehens.

## Übersetzungen
Eine englische Übersetzung (der Hälfte des Romans) durch Barrows Mussey erschien 1963 unter dem Titel The Badger of Ghissi bei Allen & Unwin. Daneben existiert eine Übersetzung ins Spanische.

## Ausgaben
- Die Kinder der Finsternis. Diederichs, Düsseldorf 1959 (Neuausgaben 1981 und 1990, ISBN 3-424-00721-8).
- Die Kinder der Finsternis. Haffmans, Zürich 1989, ISBN 3-251-01033-6 (Neuausgaben 1995 und 2004).
- Die Kinder der Finsternis. Deutscher Taschenbuch Verlag, München 1995, ISBN 3-423-12030-4.
- Die Kinder der Finsternis. Kein & Aber, Zürich 2010, ISBN 978-3-0369-5559-9.